# Mount Blood
Mount Blood är ett berg i Antarktis. Det ligger i Västantarktis. Nya Zeeland gör anspråk på området. Toppen på Mount Blood är 838 meter över havet, eller 38 meter över den omgivande terrängen. Bredden vid basen är 0,56 km.
Terrängen runt Mount Blood är huvudsakligen kuperad, men åt nordväst är den platt. Trakten är obefolkad. Det finns inga samhällen i närheten. 